# Coram (Montana)
Coram é uma Região censo-designada localizada no estado americano de Montana, no Condado de Flathead.

## Demografia
Segundo o censo americano de 2000, a sua população era de 337 habitantes.

## Geografia
De acordo com o United States Census Bureau tem uma área de
3,0 km², dos quais 2,9 km² cobertos por terra e 0,1 km² cobertos por água.

## Localidades na vizinhança
O diagrama seguinte representa as localidades num raio de 28 km ao redor de Coram.